# تاريخ البارود

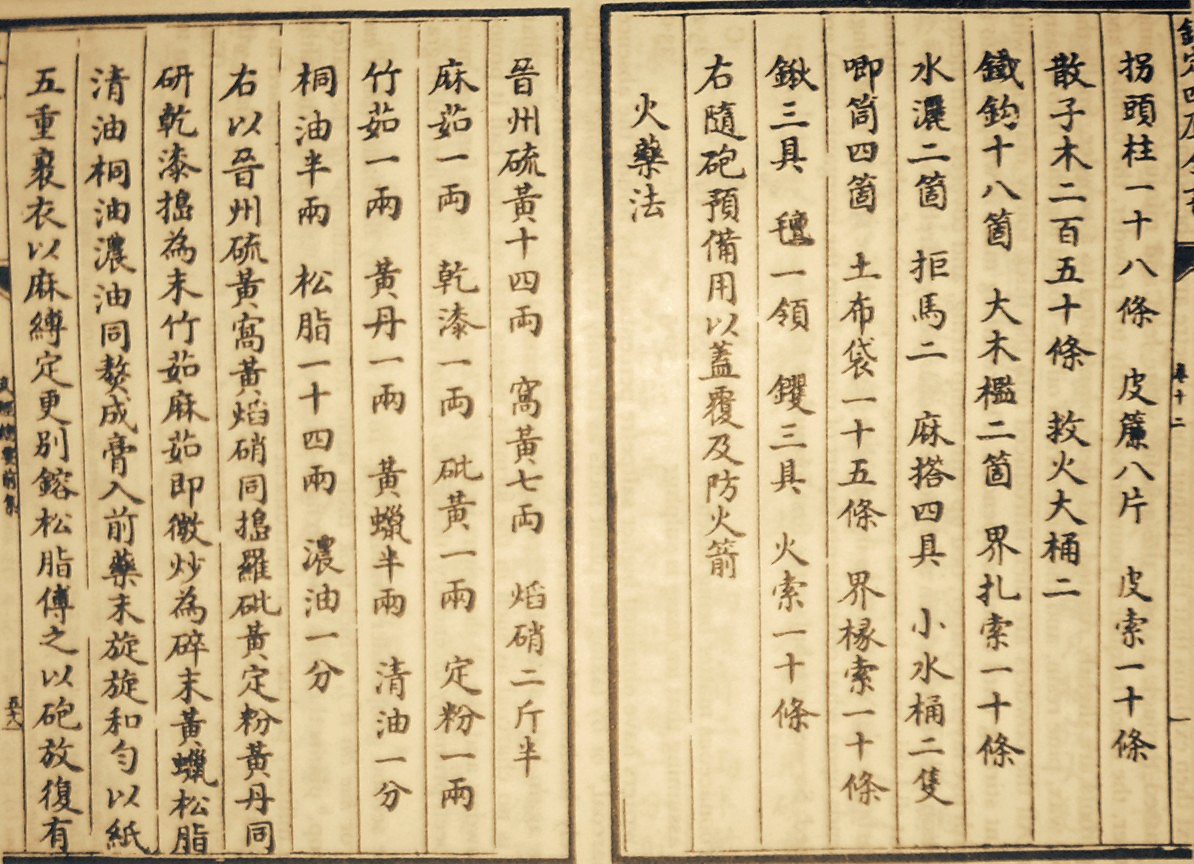
أقدم صيغة مكتوبة معروفة للبارود، في مخطوطة وو جينغ تسونغ ياو من عام 1044 م.

البارود هو أقدم متفجر مستحدث. وقد أدرج شعبيًا كأحد «الاختراعات الأربعة العظيمة» في الصين، اخترع في أواخر عهد سلالة تانغ (القرن التاسع) بينما يرجع تاريخ أقدم صيغة كيميائية مسجلة للبارود إلى عهد سلالة سونغ (القرن الحادي عشر). انتشرت معرفة البارود بسرعة في جميع أنحاء آسيا والشرق الأوسط وأوروبا، يرجع ذلك غالبًا إلى الفتوحات المغولية خلال القرن الثالث عشر، مع ظهور صيغ مكتوبة له في الشرق الأوسط بين 1240 و1280 في أطروحة حسن الرماح، وفي أوروبا بحلول عام 1267 في أوبوس مايوس (العمل العظيم) لروجر باكون. استخدم في الحرب نوعًا ما منذ القرن العاشر على الأقل في أسلحة مثل السهام النارية والقنابل والرمح الناري قبل ظهور البندقية في القرن الثالث عشر. استبدل الرمح الناري في النهاية بالبندقية، بينما استمر استخدام أسلحة البارود الأخرى مثل الصواريخ والسهام النارية في الصين وكوريا والهند وأخيرًا في أوروبا. لم تتوقف القنابل أبدًا عن التطور واستمرت في التقدم إلى العصر الحديث مثل القنابل اليدوية والألغام وغيرها من الأدوات المتفجرة. استخدم البارود لأغراض غير عسكرية مثل الألعاب النارية للترفيه أو في المتفجرات للتعدين وحفر الأنفاق.
أدى تطور المدافع إلى تطوير قطع مدفعية كبيرة في القرن الخامس عشر، تُعرف شعبيًا باسم قاذفات القنابل، والتي كانت رائدة في بعض الدول مثل دوقية بورغونيا. سيطرت الأسلحة النارية على الحروب الحديثة المبكرة في أوروبا بحلول القرن السابع عشر. أدى التحسين التدريجي للمدافع التي تطلق قذائف ثقيلة لإحداث تأثير أكبر ضد التحصينات إلى اختراع الحصن النجمي والزاوية المحصنة (البستين) في العالم الغربي، ولم تعد أسوار المدينة التقليدية والقلاع مناسبة للدفاع. انتشر استخدام تقنية البارود أيضًا في جميع أنحاء العالم الإسلامي وفي الهند وكوريا واليابان. تألفت ما تسمى إمبراطوريات البارود في الحقبة الحديثة المبكرة من الإمبراطورية المغولية والإمبراطورية الصفوية والإمبراطورية العثمانية.
تضاءل استخدام البارود في الحروب في القرن التاسع عشر بسبب اختراع البارود اللادخاني. يشار غالبًا إلى البارود اليوم باسم «البارود الأسود» لتمييزه عن الحشوة الدافعة المستخدمة في الأسلحة النارية المعاصرة.

## البدايات الصينية

### صيغة البارود

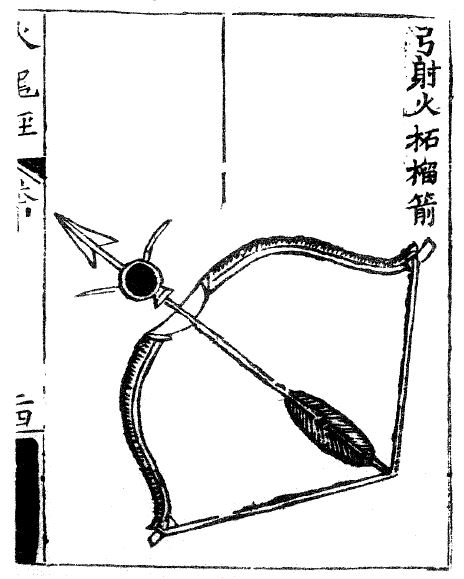
سهم ناري يستخدم كيس البارود كمحرقة. كما هو مبين في كتاب هيو لونغ جينغ (1390 تقريبًا)

اخترع البارود في الصين في وقت ما خلال الألفية الأولى بعد الميلاد. ظهرت أقرب إشارة ممكنة إلى البارود في عام 142 بعد الميلاد في عهد سلالة هان الشرقية عندما كتب الخيميائي وي بويانغ، المعروف أيضًا بـ«أب الخيمياء»، عن مادة ذات خصائص شبيهة بالبارود. ووصف مزيجًا من ثلاثة مساحيق «تطير وتتراقص» بقوة في كتابه كانتونغ تشي، المعروف أيضًا باسم كتاب قرابة الثلاثة، وهو نص طاوي متعلق بموضوع الخيمياء. ورغم أنه لم يذكر اسم هذه المساحيق، «لكنها كانت بالتأكيد مكونات البارود»، إذ لا يوجد متفجر آخر معروف للعلماء يتكون من ثلاث مساحيق. في هذا الوقت، أنتج النتر في هانتشونغ، ثم انتقل إلى قانسو وسيتشوان لاحقًا. يُعتبر وي بويانغ شخصية شبه أسطورية يُقصد بها تمثيل «الوحدة الجماعية»، وتحتمل كتابة كانتونج تشي على مراحل امتدت منذ عهد أسرة هان حتى عام 450 بعد الميلاد.
كان مؤكدًا تقريبًا أنهم لم ينووا صنع سلاح حرب، لكن استمر الخيميائيون الطاويون في لعب دور رئيسي في تطوير البارود بسبب تجاربهم مع الكبريت والنتر المرتبطان في البحث عن الحياة الأبدية وطرق تحويل مادة إلى أخرى. يشير المؤرخ بيتر لورج إلى أنه رغم الارتباط المبكر للبارود بالطاوية، فقد يكون ذلك شذوذًا في التأريخ ونتيجةً لحفظ النصوص المرتبطة بالطاوية بشكل أفضل، بدلًا من كونه موضوعًا مقصورًا على الطاوية فقط. اجتذب السعي الطاوي لإكسير الحياة عدة رعاة أقوياء، كان أحدهم الإمبراطور وو من هان. تضمنت إحدى التجارب الخيميائية الناتجة تسخين 10% كبريت و75% نتر لتحويلهما.

## انتشاره في جميع أنحاء أوراسيا وأفريقيا

### الشرق الأوسط
حصل العالم الإسلامي على صيغة البارود في وقت ما بعد عام 1240، ولكن قبل عام 1280، إذ كتب حسن الرماح في ذلك الوقت، باللغة العربية، وصفات للبارود، وتعليمات لتنقية النتر، ووصفًا لمواد البارود الحارقة. وصل البارود إلى الشرق الأوسط، ربما عبر الهند، من الصين. ويثبت ذلك استخدام الرماح «لمصطلحات توحي بأنه استمد معرفته من مصادر صينية» وإشارته إلى النتر باسم «ثلج صيني»، والألعاب النارية باسم «زهور صينية» والصواريخ باسم «أسهم صينية». وبالمثل، أطلق الفرس اسم «الملح الصيني» أو «الملح من مستنقعات الملح الصينية» (ناماك شورا جيني) على النتر. ويُذكر أحيانًا أن البارود وصل إلى العالم الإسلامي بسبب الغزو المغولي.
يصف حسن الرماح أيضًا تنقية النتر باستخدام عمليات الانحلال والتبلور الكيميائية. كانت هذه أول طريقة واضحة لتنقية النتر، ووصف حسن الرماح أول طوربيد لأول مرة في عام 1270 في كتاب الفروسية العسكرية وأجهزة الحرب المبتكرة، الذي يوضح طوربيدًا يعمل بنظام صاروخي مليء بالمواد المتفجرة ويملك ثلاث نقاط لإطلاق نار.
تعود أقدم الأدلة الوثائقية المتبقية على استخدام المدفع اليدوي في العالم الإسلامي إلى العديد من المخطوطات العربية التي يعود تاريخها إلى القرن الرابع عشر. من المؤكد، وفقًا لبول إي جيه هامر، أن المماليك استخدموا المدافع بحلول عام 1342.

### أوروبا

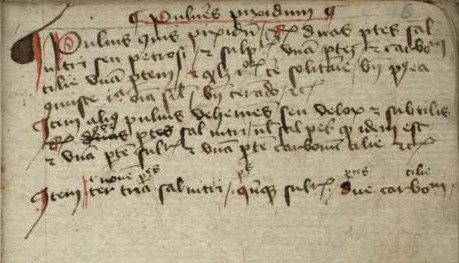
وصفات للبارود (بولفير بيكسيدوم pulveres pixidum) في مخطوطة تعود إلى عام 1400 تقريبًا (المتحف الجرماني الوطني 3227إيه-الصفحة 6 آر).

تذكر إحدى النظريات الشائعة حول كيفية وصول البارود إلى أوروبا أنه شق طريقه على طول طريق الحرير عبر الشرق الأوسط. وتقول أخرى أنه أحضر إلى أوروبا في أثناء الغزو المغولي في النصف الأول من القرن الثالث عشر. تزعم بعض المصادر أن الأسلحة النارية وأسلحة البارود الصينية نشرها المغول غالبًا ضد القوات الأوروبية في معركة موهي عام 1241. قد يكون نتيجةً للاتصالات الدبلوماسية والعسكرية اللاحقة. تكهن بعض المؤلفين بأن وليام من روبروك، الذي عمل سفيرًا للمغول منذ 1253 حتى 1255، كان وسيطًا محتملًا في نقل البارود. سجل روجر باكون رحلاته، الذي كان أول أوروبي يذكر البارود، لكن لم تتضمن سجلات رحلة ويليام أي ذكر للبارود.
توجد أقدم الإشارات الأوروبية إلى البارود في كتاب روجر باكون أوبوس مايوس من عام 1267، إذ ذكر لعبة المفرقعات النارية الموجودة في أجزاء مختلفة من العالم. يقول المقطع: «لدينا مثال على هذه الأشياء (التي تجذب الحواس) عن طريق [أصوات ونيران] لعبة الأطفال التي تُصنع في أجزاء [متنوعة] من العالم؛ وهي جهاز لا يزيد حجمه عن إبهام المرء. تؤدي قوة ذلك الملح المسمى النتر [بالإضافة إلى الكبريت والفحم الحجري، المجتمعين في مسحوق] إلى إصدار صوت فظيع جدًا عن طريق انفجار شيء صغير جدًا، ليس أكبر من قطعة رق [تحتويه]، فنجد [الأذن قد صرعتها ضوضاء] تفوق هدير الرعد القوي، ووميض أكثر سطوعًا من البرق الساطع». اقترح ضابط المدفعية البريطاني هنري وليام لوفيت هايم في أوائل القرن العشرين، وجود عمل آخر يُنسب مبدئيًا إلى باكون، رسالة في القوى الخفية للفن والطبيعة، وبطلان السحر يحتوي على صيغة مشفرة للبارود. اختلف مؤرخو العلوم حول هذا الادعاء بمن فيهم لين ثورندايك، وجون ماكسسون ستيلمان، وجورج سارتون ومحرر باكون روبرت ستيل، من ناحية صحة العمل أو طريقة فك التشفير. على أي حال، لا تعد هذه الصيغة، التي يُزعم أنه فك تشفيرها إلى (7: 5: 5 نترات: فحم: كبريت)، مفيدة لاستخدام الأسلحة النارية أو حتى المفرقعات النارية التي تحترق ببطء وتنتج دخانًا غالبًا. ولكن، إذا أخذت وصفة باكون كقياسات للحجم بدلًا من الوزن، ينشئ مسحوق متفجر أكثر قوة وفعالية بكثير مناسب لإطلاق المدافع اليدوية، لكنه يكون أقل انسجامًا بسبب عدم الدقة في القياسات حسب الحجم. نتج عن أحد الأمثلة على هذه التركيبة 100 جزء من النتر، و27 جزء من الفحم، و45 جزء من الكبريت، مقاسةً بالوزن.